# Juego de héroes
Juego de Héroes es una película de drama mexicano (2016) dirigida por Pedro Álvarez Tostado. La historia gira principalmente en torno a dos personajes, Luis y Carlitos, que son muy diferentes, pero comparten una obsesión común, el fútbol . El destino quiso que, estos grandes amigos tomar diferentes caminos de vida . Luis (interpretado por Sebastián Zurita ) se convierte en una estrella del fútbol para el C. F. equipo de Pachuca , pero después de una grave lesión durante el “Torneo Internacional de Clubes”, que es incapaz de volver al campo de forma indefinida . Por otro lado , Carlitos ( interpretado por Francisco Villalvazo)  , el hijo de una madre soltera que por las manos del destino se une al mismo orfanato donde creció desarrolla su don para la curación. Después de 10 años, estos grandes amigos vuelven a encontrarse en un momento crucial, sus vidas cambiaron para siempre.
"Es una película que tardamos 5 años en hacerla, es una película hermosa, de muchos valores y que estará en más de 500 salas tanto a nivel nacional como internacional ", expresó Jesus Martínez, Presidente de Grupo Pachuca a la página web Medio Tiempo
La película fue distribuida por 20th Century Fox

## Reparto
- Sebastián Zurita (com Luis)[5]
- Francisco Villalvazo (como Carlitos)
- Omar Ayala (como El Diablo)
- Cristina Rodlo (como Maro)[6]
- Yadira Pascault Orozco (como Graciela)
- Gabriel Santoyo[7]
- Renata Vaca
- Rafael Simón[8][9][10]

## Estreno
En México se estrenó el 26 de agosto de 2016 en 400 salas